# Ctenoneura parascutica
Ctenoneura parascutica es una especie de cucaracha del género Ctenoneura, familia Corydiidae. Fue descrita científicamente por Roth en 1993.
Habita en Malasia.